# André Cavalcanti d'Albuquerque
André Cavalcanti d'Albuquerque (Pesqueira, 18 de fevereiro de 1834 — Rio de Janeiro, 13 de fevereiro de 1927) foi um político e magistrado brasileiro.

## Biografia
Era o sétimo dos nove filhos de José Camello Pessoa de Siqueira Cavalcanti e Maria da Penha Cavalcanti de Albuquerque Arcoverde, formou-se na Faculdade de Direito do Recife, em 1859. Era primo de primeiro grau do pai do bispo Joaquim Arcoverde, o primeiro cardeal da América Latina e era tio-avô do político Pedro Ernesto. Entre outros membros de sua família estava o político Marquês de Olinda e o médico Adolfo Bezerra de Menezes.
Foi promotor público no Recife, deputado provincial por duas vezes e chefe de polícia na Paraíba, Pernambuco, Bahia e Rio de Janeiro.
Com a Proclamação da República foi eleito deputado à Constituinte de 1891 e nomeado juiz do Distrito Federal, em 1891. Nomeado ministro do Supremo Tribunal Federal em 1897, foi elevado ao cargo de presidente do STF em 1924.
Após sua morte, André Cavalcanti virou nome de rua, no centro da cidade do Rio de Janeiro, no bairro de Santa Teresa (Lapa).